# Іглвілл (Теннессі)
Іглвілл (англ. Eagleville) — місто (англ. city) в США, в окрузі Резерфорд штату Теннессі. Населення — 813 особи (2020).

## Географія
Іглвілл розташований за координатами 35°44′25″ пн. ш. 86°39′18″ зх. д. / 35.74028° пн. ш. 86.65500° зх. д. (35.740208, -86.655021).  За даними Бюро перепису населення США в 2010 році місто мало площу 5,98 км², уся площа — суходіл. В 2017 році площа становила 7,13 км², уся площа — суходіл.

## Демографія
Згідно з переписом 2010 року, у місті мешкали 604 особи в 241 домогосподарстві у складі 175 родин. Густота населення становила 101 особа/км².  Було 263 помешкання (44/км²).
Расовий склад населення:
| - 95,0 % — білих - 2,2 % — чорних або афроамериканців - 1,0 % — азіатів - 0,2 % — корінних американців - 1,0 % — осіб інших рас |

До двох чи більше рас належало 0,7 %. Частка іспаномовних становила 3,1 % від усіх жителів.
За віковим діапазоном населення розподілялося таким чином: 24,5 % — особи молодші 18 років, 58,1 % — особи у віці 18—64 років, 17,4 % — особи у віці 65 років та старші. Медіана віку мешканця становила 40,8 року. На 100 осіб жіночої статі у місті припадало 86,4 чоловіків;  на 100 жінок у віці від 18 років та старших — 83,1 чоловіків також старших 18 років.
Середній дохід на одне домашнє господарство  становив 71 143 долари США (медіана — 56 500), а середній дохід на одну сім'ю — 80 870 доларів (медіана — 63 750). За межею бідності перебувало 9,8 % осіб, у тому числі 7,5 % дітей у віці до 18 років та 9,2 % осіб у віці 65 років та старших.
Цивільне працевлаштоване населення становило 340 осіб. Основні галузі зайнятості: освіта, охорона здоров'я та соціальна допомога — 22,1 %, роздрібна торгівля — 13,2 %, виробництво — 10,0 %, науковці, спеціалісти, менеджери — 9,7 %.